# Niederbergbahn
| |                                                      |                                        |                                        |
| Streckennummer (DB): | 2724                                                 |                                        |                                        |
| Kursbuchstrecke (DB): | ehem. 228 e, c, b, h                                 |                                        |                                        |
| Kursbuchstrecke: | 228e (Block Push (Kettwig) – Oberdüssel (Abzw) 1946) |                                        |                                        |
| Streckenlänge: | 26,1 km                                              |                                        |                                        |
| Spurweite: | 1435 mm (Normalspur)                                 |                                        |                                        |
| |                                                      |                                        |                                        |
| \| \| \| Ruhrtalbahn von Essen-Werden \| \| \| \| 27,0 \| Kettwig \| Kettwig \| \| \| \| Eisenbahnbrücke Kettwig \| \| \| \| 25,8 \| Kettwig Stausee \| Kettwig Stausee \| \| \| 25,8 \| Pusch (Abzw) \| Pusch (Abzw) \| \| \| \| Ruhrtalbahn nach Düsseldorf \| \| \| \| 22,0 \| Isenbügel \| Isenbügel \| \| \| 20,8 \| Heiligenhaus Sportfeld \| Heiligenhaus Sportfeld \| \| \| 19,6 \| Heiligenhaus Bf \| Heiligenhaus Bf \| \| \| 16,3 \| Velbert West (zuletzt Hp Anst) \| Velbert West (zuletzt Hp Anst) \| \| \| \| Eulenbachbrücke \| \| \| \| 13,7 \| Velbert Engels (Anst) \| Velbert Engels (Anst) \| \| \| 13,1 \| Velbert Hbf \| Velbert Hbf \| \| \| \| \| \| \| \| 11,0 \| Velbert Süd \| Velbert Süd \| \| \| 10,5 \| Eichenhauer (Anst) \| Eichenhauer (Anst) \| \| \| 9,5 \| Tönisheide (zuletzt Hp) \| Tönisheide (zuletzt Hp) \| \| \| \| ehem. Angertalbahn von Ratingen \| \| \| \| 3,7 \| Wülfrath \| Wülfrath \| \| \| \| Prinz-Wilhelm-Eisenbahn von Essen \| \| \| \| 0,0 \| Oberdüssel (Abzw) \| Oberdüssel (Abzw) \| \| \| \| Prinz-Wilhelm-Eisenbahn nach Wuppertal \| \| \| \| \| \| \| \| Quellen: [1] \| \| \| \| |                                                      |                                        |                                        |
| Strecke |                                                      | Ruhrtalbahn von Essen-Werden           | Ruhrtalbahn von Essen-Werden           |
| S-Bahnhof | 27,0                                                 | Kettwig                                | Kettwig                                |
| Brücke über Wasserlauf |                                                      | Eisenbahnbrücke Kettwig                | Eisenbahnbrücke Kettwig                |
| S-Bahn-Halt | 25,8                                                 | Kettwig Stausee                        | Kettwig Stausee                        |
| ehemalige Blockstelle | 25,8                                                 | Pusch (Abzw)                           | Pusch (Abzw)                           |
| Abzweig ehemals geradeaus und nach rechts |                                                      | Ruhrtalbahn nach Düsseldorf            | Ruhrtalbahn nach Düsseldorf            |
| Haltepunkt / Haltestelle (Strecke außer Betrieb) | 22,0                                                 | Isenbügel                              | Isenbügel                              |
| Haltepunkt / Haltestelle (Strecke außer Betrieb) | 20,8                                                 | Heiligenhaus Sportfeld                 | Heiligenhaus Sportfeld                 |
| Bahnhof (Strecke außer Betrieb) | 19,6                                                 | Heiligenhaus Bf                        | Heiligenhaus Bf                        |
| Bahnhof (Strecke außer Betrieb) | 16,3                                                 | Velbert West (zuletzt Hp Anst)         | Velbert West (zuletzt Hp Anst)         |
| Brücke über Wasserlauf (Strecke außer Betrieb) |                                                      | Eulenbachbrücke                        | Eulenbachbrücke                        |
| Blockstelle (Strecke außer Betrieb) | 13,7                                                 | Velbert Engels (Anst)                  | Velbert Engels (Anst)                  |
| Bahnhof (Strecke außer Betrieb) | 13,1                                                 | Velbert Hbf                            | Velbert Hbf                            |
| Abzweig geradeaus, nach rechts und von rechts (Strecke außer Betrieb) |                                                      |                                        |                                        |
| Bahnhof (Strecke außer Betrieb) | 11,0                                                 | Velbert Süd                            | Velbert Süd                            |
| Blockstelle (Strecke außer Betrieb) | 10,5                                                 | Eichenhauer (Anst)                     | Eichenhauer (Anst)                     |
| Bahnhof (Strecke außer Betrieb) | 9,5                                                  | Tönisheide (zuletzt Hp)                | Tönisheide (zuletzt Hp)                |
| Abzweig geradeaus und von rechts (Strecke außer Betrieb) |                                                      | ehem. Angertalbahn von Ratingen        | ehem. Angertalbahn von Ratingen        |
| Bahnhof (Strecke außer Betrieb) | 3,7                                                  | Wülfrath                               | Wülfrath                               |
| Abzweig ehemals geradeaus und von links |                                                      | Prinz-Wilhelm-Eisenbahn von Essen      | Prinz-Wilhelm-Eisenbahn von Essen      |
| ehemalige Blockstelle | 0,0                                                  | Oberdüssel (Abzw)                      | Oberdüssel (Abzw)                      |
| Strecke |                                                      | Prinz-Wilhelm-Eisenbahn nach Wuppertal | Prinz-Wilhelm-Eisenbahn nach Wuppertal |
| |                                                      |                                        |                                        |
| Quellen: |                                                      |                                        |                                        |

Die Niederbergbahn genannte Bahnstrecke Oberdüssel–Kettwig Stausee ist eine stillgelegte Eisenbahnstrecke im Niederbergischen Land.

## Verlauf
Die Niederbergbahn zweigte in Oberdüssel (bei Aprath) nach Westen von der Bahnstrecke Wuppertal-Vohwinkel–Essen-Überruhr (Prinz-Wilhelm-Eisenbahn) ab. Von dort führte die Strecke über Wülfrath, Velbert und Heiligenhaus zum Bahnhof Kettwig-Stausee, wo sie Anschluss an die Ruhrtalbahn hatte.
Der Bahnhof Wülfrath wurde von Velbert kommend in einer engen Schleife erreicht, um den geländebedingten Höhenunterschied zu überwinden. Dort bestand bis 2006 durch die Angertalbahn, eine nur noch im Güterverkehr benutzte Bahnstrecke, Anschluss nach Ratingen-West.
Ein bemerkenswertes Bauwerk der Strecke ist die Velberter Eulenbachbrücke, welche in Velbert das Rinderbachtal mit bis zu 40 Meter Höhe überspannt.

## Geschichte
Die Niederbergbahn wurde zwischen 1888 und 1926 (mit mehreren Unterbrechungen) errichtet und sollte eine bessere Verkehrsanbindung von Heiligenhaus und Velbert sicherstellen. Bedingt durch die ungünstige Topografie und die schon gute Erschließung des Umlandes durch die Ruhrtalbahn im Westen, die Angertalbahn im Süden und die Prinz-Wilhelm-Bahn im Osten wurde die Bedeutung für den überregionalen Verkehr von Anfang an gering eingeschätzt. Zunächst wurde 1888 eine eingleisige Strecke von Oberdüssel über Wülfrath nach Velbert Süd erbaut.
Der weitere Ausbau über Heiligenhaus nach Kettwig war lange Zeit strittig und die Finanzierung unklar. Nachdem im Mai 1912 die Genehmigung vorlag, begannen die Bauarbeiten am 23. Juli 1913. Die Trasse verlief über einen großen Bogen um die Velberter Innenstadt herum und erforderte die Errichtung des neuen Bahnhofs Velbert Ost, der zudem außerhalb der Innenstadt gelegen war (später in Velbert Hauptbahnhof umbenannt).
Für den Weiterbau der zum Bezirk der Eisenbahndirektion Elberfeld gehörenden Strecke war die Errichtung mehrerer Brücken erforderlich; die größte von ihnen war die Eulenbachbrücke, deren Bau 1914 begonnen wurde. Nach Ausbruch des Ersten Weltkrieges kam es zu einem Baustopp, bis Sommer 1915 wurde sie (u. a. durch den Einsatz von Kriegsgefangenen) weitgehend fertiggestellt.
Die restlichen Bauarbeiten an der Trasse wurden kriegsbedingt 1916 eingestellt. Nach Kriegsende machte die Deutsche Reichsbahn zur Bedingung für den Weiterbau, dass sich die Stadt Heiligenhaus zu einem Drittel an ihrer Finanzierung beteiligen würde, was diese jedoch nicht aufbringen konnte. Velbert bot eine Übernahme der Kosten an, wenn sich Heiligenhaus eingemeinden ließe, was man dort aber ablehnte. Schließlich wurde ein Teil der Kosten durch die Stadt Kettwig und den Kreis Düsseldorf-Mettmann übernommen, auch Heiligenhaus nahm einen hohen Kredit dafür auf.
Die endgültige Inbetriebnahme der Bahnstrecke zwischen Velbert und Heiligenhaus erfolgte am 15. Februar 1924 für den Güterverkehr und am 31. März 1925 für den Personenverkehr. 1926 wurde schließlich nach Fertigstellung des Abstiegs nach Kettwig und des Umbaus der Eisenbahnbrücke Kettwig auch der Verkehr nach Kettwig aufgenommen.
Bis Ende der 1930er Jahre war das Verkehrsaufkommen auf der Strecke eher gering. Durch die Intensivierung der Rüstungsproduktion in Heiligenhaus und Velbert stieg die Bedeutung der Niederbergbahn für den Güter- und Personenverkehr deutlich an und führte zu einer guten Auslastung. Durch die zunehmende Bombardierung des Ruhrgebiets wurden auch etliche Hauptstrecken unterbrochen, so dass gelegentlich auch Fernverkehrszüge über die eingleisige und maximal für 50 km/h zugelassene Niederbergbahn umgeleitet wurden. Der Verkehr endete abrupt nach der Sprengung der Ruhrbrücken durch die Wehrmacht am 10. April 1945; fortan endeten bis zum Wiederaufbau der Brücke 1951 alle Züge in Kettwig vor der Brücke an der Blockstelle Pusch (heute Haltepunkt Kettwig Stausee).
Der Personenverkehr auf der Bahnstrecke endete bereits 1960 wieder. Der Streckenabschnitt nach Kettwig wurde nach nicht einmal 35 Betriebsjahren 1961 demontiert. Der Gütertransport von Heiligenhaus über Velbert nach Wülfrath wurde aber noch bis Ende 1994 (bis Velbert noch bis 1996) fortgesetzt. 1979 wurde der 3,5 km lange Streckenabschnitt zwischen Oberdüssel und Wülfrath stillgelegt und ab 1986 auf einigen hundert Metern im Bereich der Talbrücke Oberdüssel teilweise mit der Bundesautobahn 535 überbaut. Dies ist der einzige Abschnitt der Trasse, der nicht mehr vollständig erhalten ist. Der weitere Güterverkehr aus Richtung Velbert und Heiligenhaus wurde fortan über die Angertalbahn nach Ratingen abgewickelt.
Ende 1995 wurde der Streckenabschnitt zwischen Velbert und Heiligenhaus offiziell stillgelegt, 1999 auch der Rest der Strecke zwischen Wülfrath und Velbert.

## Weitere Nutzung

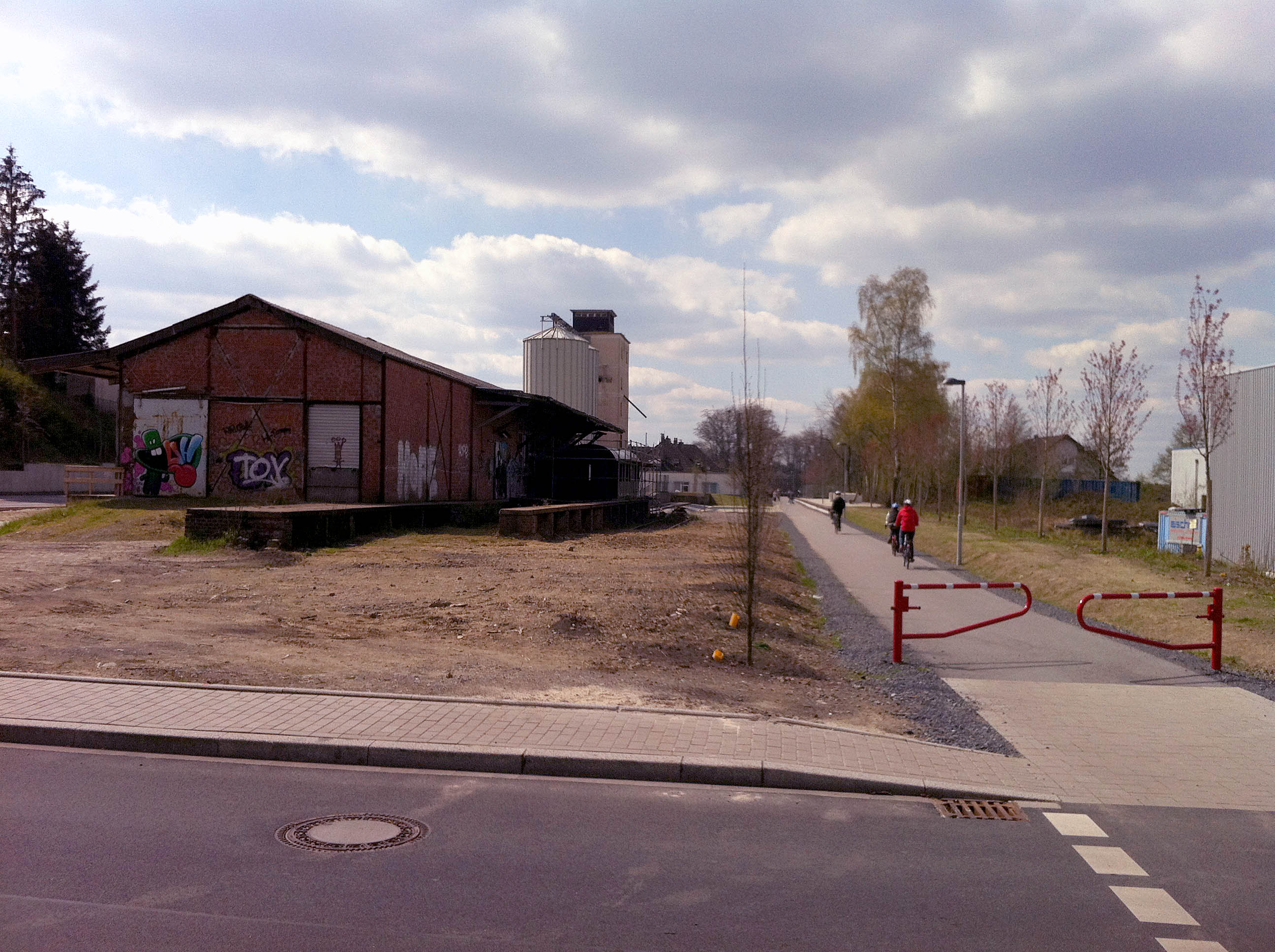
Panoramaradweg am ehemaligen Bahnhof Heiligenhaus

Die Deutsche Bahn hat die Strecke Wülfrath – Velbert – Heiligenhaus, Streckennummer 2724, zum 31. August 2006 außer Betrieb gesetzt und die Gesamtstilllegung beantragt. 2008 konnte ein Teil zu einem Bahntrassenradweg, dem Panoramaradweg, umgebaut werden. Hierzu wurden im Frühjahr 2009 die Gleise zwischen Wülfrath und Heiligenhaus demontiert.
Vorschläge zur Schaffung einer schnellen Verbindung im Schienenpersonennahverkehr von Essen nach Velbert durch Reaktivierung der Niederbergbahn über Kettwig und Heiligenhaus kamen nie über das Planungsstadium hinaus. Dies wird jedoch im Rahmen der so genannten Circle-Line ohne derzeitige Aussicht auf Realisierung diskutiert (siehe auch: Regiobahn (NRW)). Die 2020 abgeschlossene Verlängerung der Düsseltalbahn von Mettmann Stadtwald über Dornap-Hahnenfurth nach Wuppertal Hauptbahnhof berücksichtigt allerdings keinen Anschluss an die Niederbergbahn. Sie wurde südlich von Wülfrath mit der Prinz-Wilhelm-Eisenbahn aus Richtung Langenberg verbunden.

## Panoramaradweg
Um die Trasse zu nutzen und langfristig die Möglichkeit einer Wiederbelebung der Niederbergbahn zu sichern, wurde 2009 mit der Planung eines Bahnradweges begonnen. Der Panoramaradweg Niederbergbahn wurde am 16. Juli 2011 eröffnet, verbindet Kettwig mit Wuppertal und soll von dort bis nach Olpe führen. Im Zuge des Ausbaus wurden zahlreiche Brücken erneuert oder saniert; in unmittelbarer Nähe des ehemaligen Bahnhofs Heiligenhaus entstand die Waggonbrücke Heiligenhaus als erste Waggonbrücke Deutschlands. Sie wurde am 26. Juni 2009 eröffnet.